# Islande aux Jeux olympiques d'hiver de 2022
L'Islande pourrait participer aux Jeux olympiques d'hiver de 2022 à Pékin en Chine du 9 au 20 février 2022. Il s'agirait de sa dix-neuvième participation à des Jeux d'hiver.
Cinq skieurs constitueront la délégation.

## Athlètes engagés
| Sport       | Hommes | Femmes | Total |
| ----------- | ------ | ------ | ----- |
| Ski alpin   | 1      | 1      | 2     |
| Ski de fond | 2      | 1      | 3     |
| Total       | 3      | 2      | 5     |

## Résultats

### Ski alpin
Sturla Snær Snorrason et Hólmfríður Dóra Friðgeirsdóttir sont qualifiés pour les jeux.
| Athlète               | Épreuve | 1re manche | 1re manche | 2e manche | 2e manche | Total   | Total   |
| Athlète               | Épreuve | Temps      | Rang       | Temps     | Rang      | Temps   | Rang    |
| --------------------- | ------- | ---------- | ---------- | --------- | --------- | ------- | ------- |
| Sturla Snær Snorrason | Slalom  | Abandon    | Abandon    | Éliminé   | Éliminé   | Éliminé | Éliminé |

| Athlète                         | Épreuve      | 1re manche  | 1re manche  | 2e manche   | 2e manche   | Finale        | Finale   |
| Athlète                         | Épreuve      | Temps       | Rang        | Temps       | Rang        | Temps         | Rang     |
| ------------------------------- | ------------ | ----------- | ----------- | ----------- | ----------- | ------------- | -------- |
| Hólmfríður Dóra Friðgeirsdóttir | Slalom       | 57 s 39     | 43e         | 56 s 48     | 36e         | 1 min 53 s 87 | 38e      |
| Hólmfríður Dóra Friðgeirsdóttir | Slalom géant | Abandon     | Abandon     | Éliminée    | Éliminée    | Éliminée      | Éliminée |
| Hólmfríður Dóra Friðgeirsdóttir | Super G      | Non disputé | Non disputé | Non disputé | Non disputé | 1 min 17 s 41 | 32e      |

### Ski de fond
Snorri Einarsson et Isak Stianson Pedersen chez les hommes, Kristrún Guðnadóttir chez les femmes, sont qualifiés pour les jeux.
| Athlète          | Épreuve                   | Classique     | Classique   | Libre         | Libre       | Total             | Total |
| Athlète          | Épreuve                   | Temps         | Rang        | Temps         | Rang        | Temps             | Rang  |
| ---------------- | ------------------------- | ------------- | ----------- | ------------- | ----------- | ----------------- | ----- |
| Snorri Einarsson | Skiathlon (15 km + 15 km) | 41 min 37 s 4 | 25e         | 40 min 33 s 5 | 29e         | 1 h 22 min 50 s 1 | 29e   |
| Snorri Einarsson | 15 km classique           | Non disputé   | Non disputé | Non disputé   | Non disputé | 41 min 17 s 6     | 36e   |
| Snorri Einarsson | 50 km libre 30 km libre   | Non disputé   | Non disputé | Non disputé   | Non disputé | 1 h 14 min 51 s 6 | 23e   |

| Athlète                                 | Épreuve            | Qualification | Qualification | Quart de finale | Quart de finale | Demi-finale   | Demi-finale | Finale   | Finale   |
| Athlète                                 | Épreuve            | Temps         | Rang          | Temps           | Rang            | Temps         | Rang        | Temps    | Rang     |
| --------------------------------------- | ------------------ | ------------- | ------------- | --------------- | --------------- | ------------- | ----------- | -------- | -------- |
| Isak Stianson Pedersen                  | Individuel hommes  | 3 min 11 s 95 | 78e           | Éliminé         | Éliminé         | Éliminé       | Éliminé     | Éliminé  | Éliminé  |
| Snorri Einarsson Isak Stianson Pedersen | Par équipes hommes | Non disputé   | Non disputé   | Non disputé     | Non disputé     | 21 min 5 s 66 | 10e         | Éliminés | 19e      |
| Kristrún Guðnadóttir                    | Individuel femmes  | 3 min 49 s 59 | 74e           | Éliminée        | Éliminée        | Éliminée      | Éliminée    | Éliminée | Éliminée |